# Qaradağlı (Bərdə)
Qaradağlı è un comune dell'Azerbaigian situato nel distretto di Bərdə. Conta una popolazione di 1 144 abitanti.